# 卡爾 (拿騷-烏辛根親王)
卡爾（德語：Karl von Nassau-Usingen，1712年12月31日—1775年6月21日），拿騷-烏辛根親王，1718年至1775年在位。

## 家庭
1734年，卡爾和前薩克森-艾森納赫公爵約翰·威廉的女兒克莉絲汀·威廉明妮結婚，兩人共有三個兒子：
1. 卡爾·威廉（1735年—1803年）
2. 腓特烈·奧古斯特（1738年—1816年）
3. 約翰·阿道夫（英语：John Adolph of Nassau-Usingen）（1740年—1793年）